# Stazione di Regoledo
Stazione di Regoledo 2014-ben bezárt vasútállomás Olaszországban, Lombardia régióban, Perledo településen.

## Vasútvonalak
Az állomást az alábbi vasútvonalak érintették:
- Veltlinbahn

## Kapcsolódó állomások
A vasútállomáshoz az alábbi állomások vannak a legközelebb:
- Stazione di Varenna-Esino-Perledo
- Stazione di Bellano-Tartavalle Terme